# デニズ・ハクイェメズ
デニズ・ハクイェメズ（Deniz Hakyemez、女性、1983年2月3日 - ）は、トルコのバレーボール選手。元トルコ代表。

## 来歴
2005年、トルコ代表に初選出される。同年の欧州選手権、2006年の世界選手権に出場した。
2009年のヨーロッパリーグで銀メダルを獲得した。

## 球歴
- 世界選手権 - 2006年（10位）
- 欧州選手権 - 2005年（6位）、2007年（10位）、2009年（5位）
- ワールドグランプリ - 2008年（7位）

## 所属クラブ
- エジザージュバシュ・ヴィトラ（1998-2003年）
- ベシクタシュ（2003-2005年）
- ワクフバンク（2005-2009年）
- ガラタサライ（2009-2012年）
- Ereğli Belediye（2012-2013年）
- Gazi Üniversitesi（2013年）
- Salihli Belediyespor（2013-2014年）
- Bolu Bld.（2014-2015年）
- İdmanocağı SK（2015-2016年）
- Samsun Anakent（2016-2017年）
- Arkas Spor（2017年）
- Pursaklar Voleybol İhtisas（2018年）
- Küçükyalı Yelken Spor（2018-2019年）
- Nevşehir Bld.（2019-2020年）
- ベシクタシュ（2020-2021年）
- Bodrum Belediyesi Bodrumspor（2021-2023年）